# Four Courts

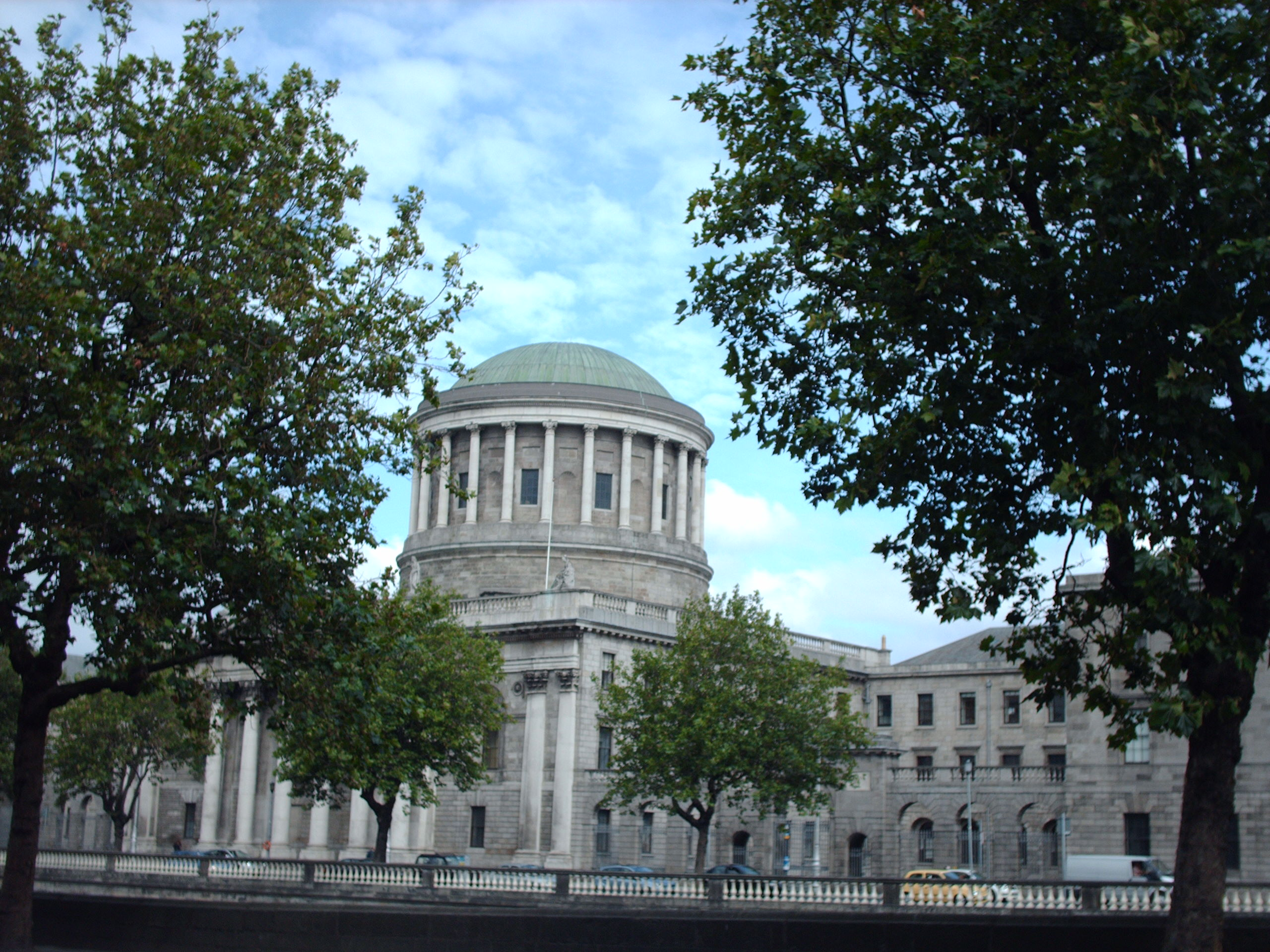
Four Courts

Das Gebäude der Four Courts (Vier Gerichte, irisch: Na Ceithre Cúirteanna) in Dublin ist das wichtigste Gerichtsgebäude Irlands. Es beherbergt den Supreme Court, den High Court, den Court of Appeal sowie den Dublin Circuit Court. 
Das Bauwerk wurde von 1796 bis 1802 unter Leitung des bekannten Architekten James Gandon, der ebenfalls das Custom House gestaltete, an der Liffey erbaut. Ursprünglich waren in dem Gebäude das Kanzleigericht (Court of Chancery), das King's Bench, das Finanzgericht (Court of Exchequer) und der Court of Common Pleas untergebracht, woher sich sein Name ableitet. Bei einer Rechtsreform im späten 19. Jahrhundert wurde die Gerichtsstruktur in Irland neu gestaltet, der historische Name des Gebäudes blieb jedoch erhalten.
1916 wurde Four Courts von Edward Daly während des Osteraufstandes vom Ostermontag, dem 24. bis zum 29. April 1916 genutzt. Ein Teil der Irish Volunteers unter Patrick Pearse und die viel kleinere Gruppe der Irish Citizen Army von James Connolly eroberten verschiedene Gebäude in Dublin und proklamierten die unabhängige irische Republik. Obwohl gescheitert, gilt dieser bewaffnete Aufstand als Wendepunkt auf dem Weg zur irischen Unabhängigkeit, denn durch ihn kam es zu einer direkten Spaltung zwischen den gewaltbereiten Republikanern und den passiveren Nationalisten.
Im April 1922, während des Irischen Bürgerkriegs, besetzten militante Vertragsgegner unter Rory O’Connor das Gerichtsgebäude (Four Courts) in Dublin. Die republikanischen Vertragsgegner wollten so neue bewaffnete Auseinandersetzungen mit den Briten provozieren, um – so hofften sie – die zwei Fraktionen innerhalb der IRA wieder im Kampf gegen den gemeinsamen Feind zu vereinen. Doch diejenigen, die entschlossen waren, über den Freistaat zu einem unabhängigen irischen Staat zu gelangen, sahen dies als rebellischen Akt an, der durch sie niedergeschlagen werden musste. Michael Collins selbst versuchte die „Besetzer“ zum Verlassen des Gebäudes zu überreden, bevor es zu Gewalttätigkeiten käme. Diese lehnten ab und entschlossen sich ihrerseits, die Patt-Situation durch die Bombardierung der Streitkräfte außerhalb von Four Courts zu beenden. Michael Collins akzeptierte ein britisches Angebot, die neue Armee des Freistaats mit Artillerie zu unterstützen. Damit begann die Schlacht um Dublin. Die Vertragsgegner, die nur leichte Waffen besaßen, ergaben sich bereits nach einigen Tagen. 
Nach einem Umbau wurde Four Courts 1932 wieder eröffnet. Obwohl es sich um eines von Dublins schönsten Gebäuden handelt, wurde Four Courts jahrzehntelang nur wenig beachtet. Mit dem Umzug des Irish Courts Service in das Gebäude erhofft man sich eine Rückkehr zu altem Ruhm.
Koordinaten: 53° 20′ 45″ N, 6° 16′ 26″ W